# ارنست موریس
ارنست موریس (انگلیسی: Ernest Morris; ۱۷ اکتبر ۱۹۱۳ – ۱۷ سپتامبر ۱۹۸۷) کارگردان فیلم اهل بریتانیا بود.
وی کارگردان فیلم‌هایی همچون بازگشت آقای موتو و عملیات قتل بوده است.